# Tennis de taula als Jocs Olímpics d'estiu de 2012
Als Jocs Olímpics d'Estiu de 2012 realitzats a la ciutat de Londres (Anglaterra, Regne Unit) es disputaren quatre proves de tennis de taula, les mateixes que en l'edició anterior, dues de masculines i dues de femenines.
La competició tingué lloc entre el 28 de juliol i el 8 d'agost a l'ExCeL Exhibition Centre de Londres. Hi van prendre part 174 tennistes, 86 homes i 88 dones.

## Calendari
| P | Rondes preliminars | ¼ | Quarts de final | ½ | Semifinals | F | Final |

| Prova↓ / Data→   | 28 juliol | 29 juliol | 30 juliol | 31 juliol | 31 juliol | 1 agost | 2 agost | 2 agost | 3 agost | 4 agost | 5 agost | 6 agost | 7 agost | 8 agost |
| ---------------- | --------- | --------- | --------- | --------- | --------- | ------- | ------- | ------- | ------- | ------- | ------- | ------- | ------- | ------- |
| Homes individual | P         | P         | P         | ¼         | ¼         | ¼       | ½       | F       |         |         |         |         |         |         |
| Homes equips     |           |           |           |           |           |         |         |         | P       | P       | ¼       | ½       |         | F       |
| Dones individual | P         | P         | P         | ¼         | ½         | F       |         |         |         |         |         |         |         |         |
| Dones equips     |           |           |           |           |           |         |         |         | P       | ¼       | ½       | ½       | F       |         |

## Resum de les proves
| Prova                      | Or                                              | Argent                                                 | Bronze                                                  |
| Individual masculí detalls | Zhang Jike (CHN)                                | Wang Hao (CHN)                                         | Dimitrij Ovtcharov (GER)                                |
| Individual femení detalls  | Xiaoxia Li (CHN)                                | Ning Ding (CHN)                                        | Tianwei Feng (SIN)                                      |
| Equip masculí detalls      | R.P. de la XinaWang Hao · Zhang Jike · Ma Long  | Corea del SudOh Sang-Eun · Joo Se-Hyuk · Ryu Seung-Min | AlemanyaTimo Boll · Dimitrij Ovtcharov · Bastian Steger |
| Equip femení detalls       | R.P. de la XinaDing Ning · Li Xiaoxia · Guo Yue | JapóAi Fukuhara · Sayaka Hirano · Kasumi Ishikawa      | SingapurLi Jiawei · Feng Tianwei · Wang Yuegu           |

## Medallistes

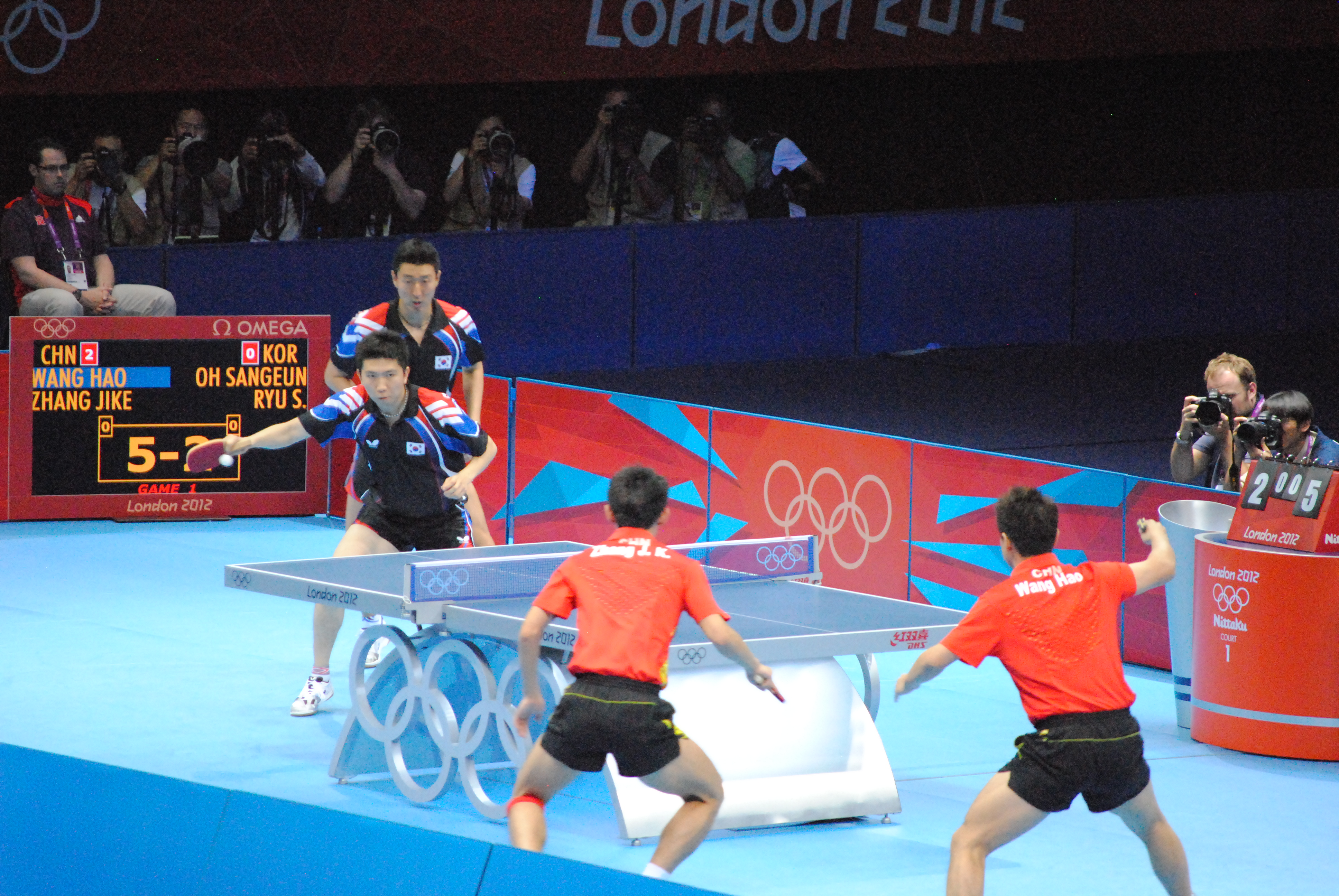
Competició masculina per equips.

| Posició | País            | Or | Plata | Bronze | Total |
| 1       | R.P. de la Xina | 4  | 2     | 0      | 6     |
| 2       | Japó            | 0  | 1     | 0      | 1     |
| 2       | Corea del Sud   | 0  | 1     | 0      | 1     |
| 4       | Alemanya        | 0  | 0     | 2      | 2     |
| 4       | Singapur        | 0  | 0     | 2      | 2     |
| Total   | Total           | 4  | 4     | 4      | 12    |